# سیارک ۱۰۶۲۸
سیارک ۱۰۶۲۸ (به انگلیسی: 10628 Feuerbacher، نامگذاری:1998BD5) ده هزار و ششصد و بیست و هشتمین سیارک کشف شده‌است که در ۱۸ ژانویه ۱۹۹۸ کشف شد.
قدر مطلق سیارک برابر ۳۰.۹ است.